# تشارلز بي. لوري
تشارلز بي. لوري هو قاضي ومحامي وسياسي أمريكي، ولد في 16 مارس 1831 في أوديسا في الولايات المتحدة، وتوفي في 6 مارس 1911 في ويلمنغتون في الولايات المتحدة. نشط حزبياً في الحزب الديمقراطي. وقد انتخب عضو مجلس النواب الأمريكي ‏.